# Klara (skulptur)

Klara är en skulptur nedanför det femte Hötorgshuset vid norra sidan om Sergels torg i Stockholm. Skulpturen restes 1980 och är utförd av skulptören Lasse Andreasson.
Skulpturen är en bronsmodell i högrelief över de rivna Klarakvarteren, som försvann i samband med Norrmalmsregleringen på 1950- och 1960-talen. Det är samtidigt Lasse Andreassons hyllning till det gamla Klara och en protest mot rivningarna i Stockholm. Skulpturen är utformat som ett bord med Klarakvarten därpå. Andreasson utbildade sig på Konstfack i Stockholm i slutet av 1940- och början av 1950-talet och kände det gamla Klara med sin täta bebyggelse väl.
Konstverket visar byggnaderna i Klara i detalj och är laddad med en del symboler: en telefonlur markerar det rivna Telefontornet vid Brunkebergstorg, ett snapsglas symboliserar Hotell Gillet, en säng visas på taket av ett rivet hotellet vid Vasagatan och en markering "du står här" anger konstverkets plats i dåtidens trånga bebyggelse mitt i Klarakvarteren. Handtaget av en spade med Stadshustornet som skaft anspelar på stadens makthavare som avgjorde Klaras framtid.
Under tiden som Sergels Torg och Klarabergsgatan renoveras så är skulpturen magasinerad, preliminärt ska den återkomma under 2018.
År 1992 gestaltade Lasse Andreasson en liknande stadsskulptur av Ljungby.

## Bilder

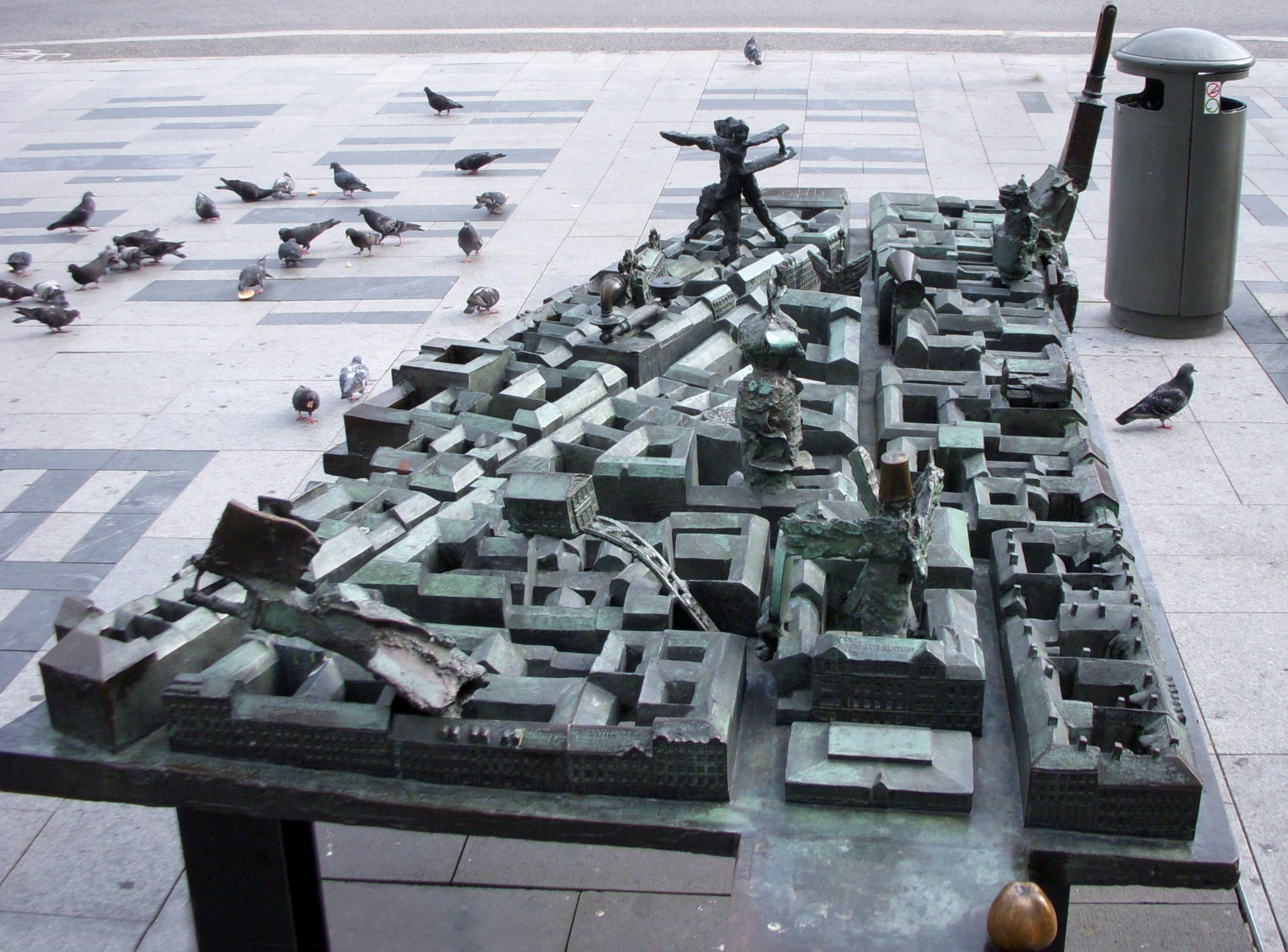
Hela skulpturen
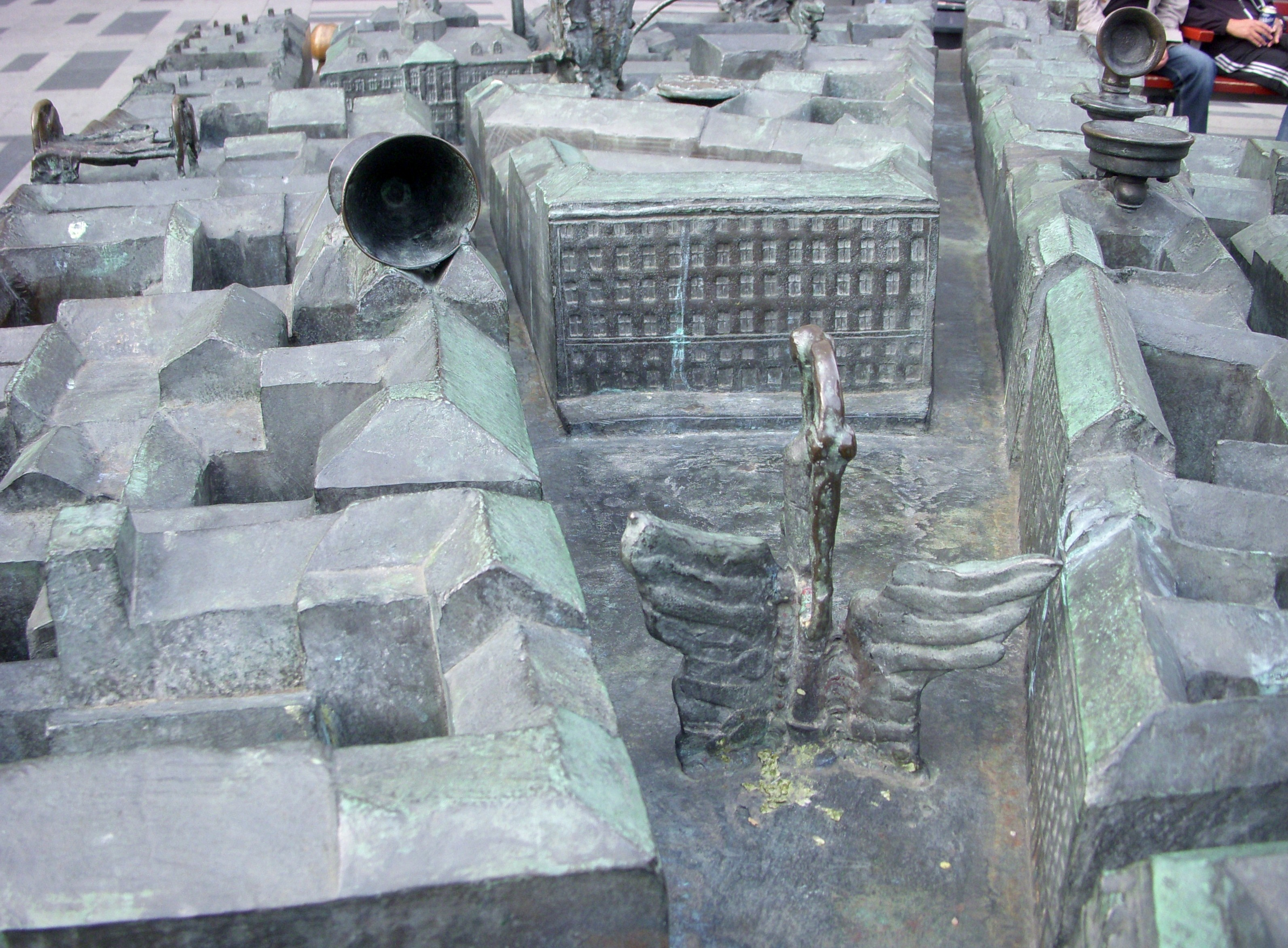
Brunkebergstorg med snapsglas och telefonlur
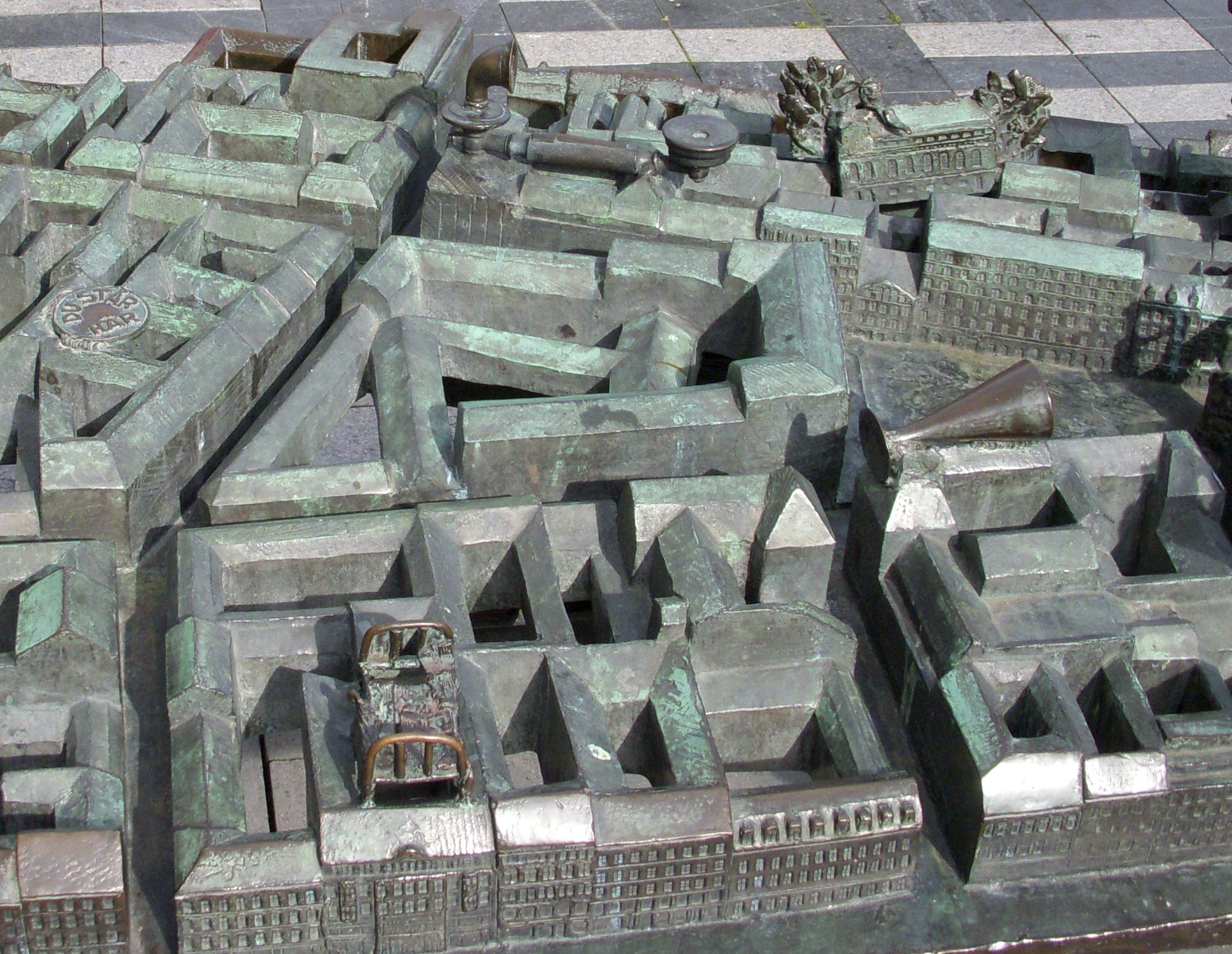
Vasagatan med en säng på hotelltaket
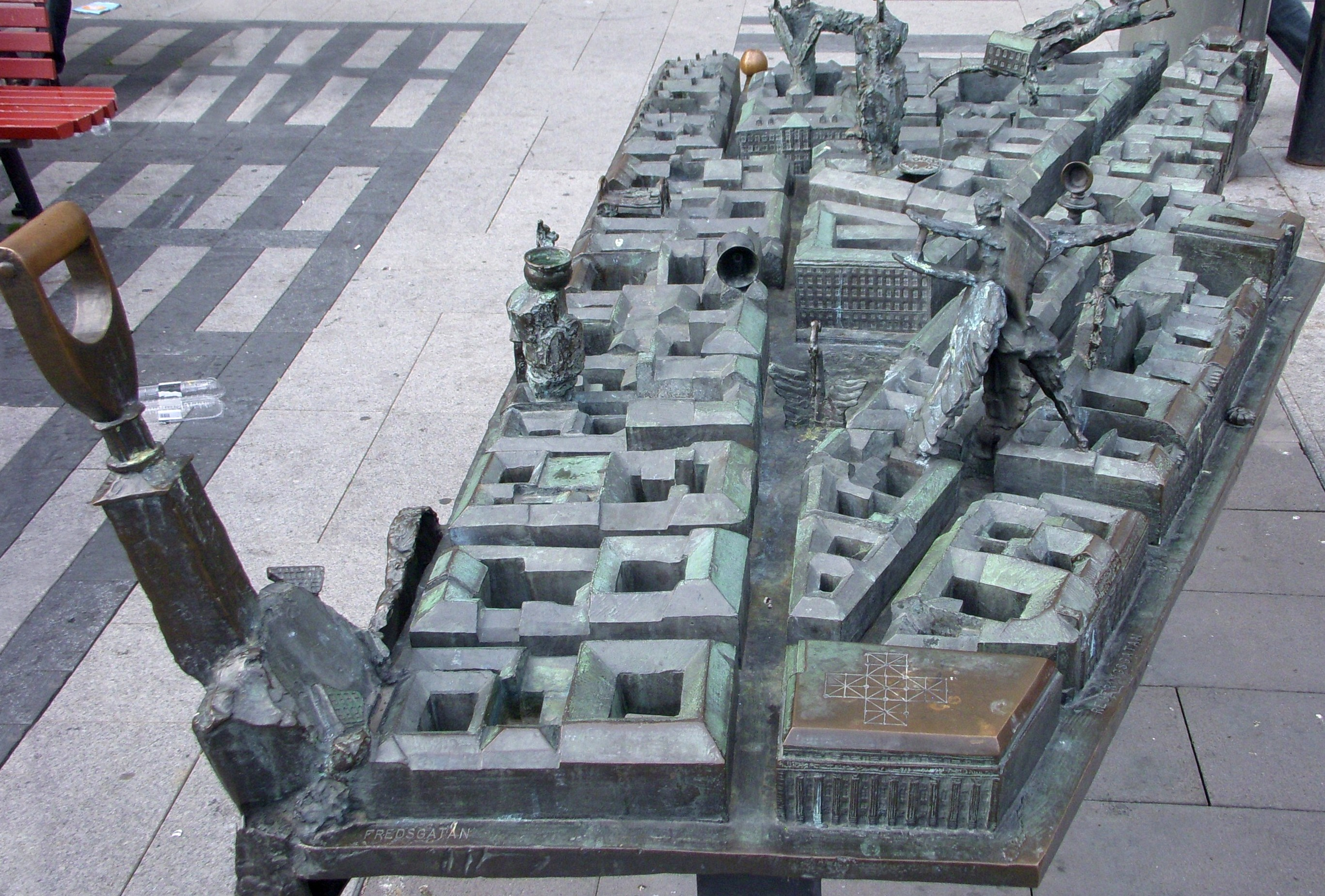
Stadshustornet (längst till vänster) som spadskaft